# (1643) Браун
(1643) Браун (англ. Brown) — типичный астероид главного пояса. Он был открыт 4 сентября 1951 года немецким астрономом Карлом Рейнмутом в обсерватории Хайдельберг в Германии и назван в честь американского астронома Уильяма Брауна. 

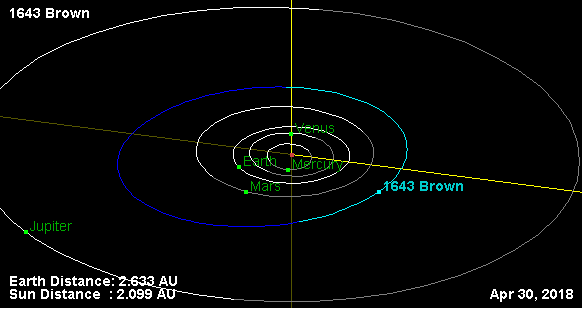
Орбита астероида Браун и его положение в Солнечной системе